# Chapelle des Pénitents bleus de Montpellier
La Chapelle des Pénitents bleus de Montpellier est une chapelle construite en 1845 à Montpellier.

## Histoire et description
De style néogothique troubadour, la chapelle, située au 11 rue des étuves à Montpellier, est construite en 1845 par l'architecte Omer Lazard. En 1891 est ajouté un orgue réalisé par la manufacture d'orgue Théodore Puget. Albine de Montholon est inhumée dans la crypte.